# Irish Skeptics Society
De Irish Skeptics Society (ISS) ("Ierse Skeptische Vereniging") is een skeptische organisatie in Ierland. Ze werd opgericht in december 2002 en publiceert de nieuwsbrief Skeptical Times. De ISS is lid van de European Council of Skeptical Organisations (ECSO).
De organisatie sponsort lezingen over een brede waaier aan onderwerpen waaronder zelfbewustzijn, evolutie en wetenschapspopularisering. In 2004 sponsorden ze een lezing van James Randi.
Woordvoerders van de organisatie zoals medeoprichter Paul O'Donoghue (klinisch psycholoog) worden geciteerd over paranormale en pseudowetenschappelijke onderwerpen zoals homeopathie, magneettherapie, Spiral Dynamics en ufo's in de Ierse pers. Paul O'Donoghue heeft commentaar geleverd op hoeveel aandacht alternatieve geneeswijzen krijgen in de media.
De Irish Skeptics Society organiseerde het 13e European Skeptics Congress van 7 tot 9 september 2007 in het Davenport Hotel te Dublin.